# Celerena proxima
Celerena proxima är en fjärilsart som beskrevs av Walker 1865. Celerena proxima ingår i släktet Celerena och familjen mätare. Inga underarter finns listade i Catalogue of Life.